# Amt Oliva
Das Amt Oliva war ein preußisches Amt in Westpreußen mit Sitz in Strieß.

## Geschichte
Mit der Ersten Polnischen Teilung 1772 war Pommerellen mit dem Kloster Oliva zu Preußen gekommen. Für die Verwaltung wurde das Domänenamt Oliva im Kreis Dirschau gebildet, für die Rechtsprechung das Justizamt Oliva im Sprengel der Westpreußischen Regierung.
Das Amt Oliva bestand überwiegend aus den ehemaligen Besitzungen des Klosters. Das Kloster war nicht aufgehoben worden, die Verwaltung und Rechtsprechung ging jedoch auf den preußischen Staat über. Die Erträge wurden von der staatlichen Verwaltung eingezogen und dann nach Abzug der Kontributionsgefälle an das Kloster weitergereicht.
1802 ging die Rechtsprechung auf das neu gebildete Land- und Stadtgericht Oliva über.

## Umfang
Das Amt Oliva bestand aus 54 Orten mit 485 Feuerstellen. Größere Orte waren neben dem namensgebenden Kloster Oliva Neufahrwasser, der Holm, Quaddendorf, Strieß, Brentau, Matern, Quaschin, Groß Katz, Brösen, Carlikau, Schmierau, Conradshammer, Glettkau, Lauenthal, Polonken, Poggenpfuhl, Steinfließ und Zoppot.